# Oberndorf (Apolda)
Oberndorf ist ein Ortsteil der Stadt Apolda (seit 1993) im Nordosten des Landkreises Weimarer Land. Der Ort liegt am Zusammenfluss der Bäche Werlitz und Wiegenbach.

## Geografie
Die Ortschaft Oberndorf liegt im Großraum des innerthüringischen Ackerhügellandes, wobei sich das Gemeindegebiet teilweise auf der Ilm-Saale-Platte und teilweise auf der Ohrdrufer Platte befindet. Klimatisch gesehen liegt der Ort auf der windabgewandten Seite von Harz und Thüringer Wald im Mitteldeutschen Trockengebiet. Die Jahresniederschlagsmenge liegt bei weniger als 540 mm. Die mittlere Januartemperatur beträgt −0,5 °C, die mittlere Junitemperatur beträgt 17,5 °C. Die Jahresmitteltemperatur liegt zwischen 7,8 °C und 8,7 °C.

## Geschichte
Zum ersten Mal urkundlich erwähnt wird Oberndorf am 18. Mai 876 in einer Urkunde, welche an diesem Tag von König Ludwig dem Deutschen bei einem Aufenthalt in der Pfalz Ingelheim unterschrieben wurde. Mit dieser Urkunde schlichtete er einen Streit zwischen dem Kloster Fulda und dem Abt von Mainz um den Zehnt in verschiedenen Teilen seines Herrschaftsbereiches. Der Streit betraf auch zahlreiche Siedlungen in Thüringen, von denen die meisten dieses Dokument zum Zeugnis ihrer urkundlichen Ersterwähnung machen.
Der Ort gehörte zu dem im 14. Jahrhundert gegründeten ernestinischen Amt Dornburg. Ab 1815 war der Ort Teil des Großherzogtums Sachsen-Weimar-Eisenach, welche ihn dem Amt Roßla und 1850 dem Verwaltungsbezirk Weimar II (Verwaltungsbezirk Apolda) angliederte. Seit 1920 gehörte Oberndorf zum Land Thüringen und wurde mit diesem nach 1945 Teil der Sowjetischen Besatzungszone und der DDR. Seit 1990 gehört der Ort zum neu gegründeten Bundesland Thüringen.

### Einwohnerentwicklung seit 1996
| Jahr | Einwohner |
| ---- | --------- |
| 1996 | 263       |
| 1997 | 271       |
| 1998 | 274       |
| 1999 | 268       |

| Jahr | Einwohner |
| ---- | --------- |
| 2000 | 264       |
| 2001 | 270       |
| 2002 | 263       |
| 2003 | 278       |

| Jahr | Einwohner |
| ---- | --------- |
| 2004 | 292       |
| 2005 | 294       |
| 2006 | 284       |
| 2007 | 280       |

### Sehenswürdigkeiten
- Dorfkirche St. Anna

## Partnergemeinde
- Albstadt: Bis zum Jahr 1990 existierten lediglich Kontakte zwischen den Pfarrhäusern der beiden Gemeinden. Beim ersten Besuch der Kirchgemeinde Oberndorf in Albstadt wurde symbolisch ein „Freundschaftsbaum“ als Zeichen des Partnerschaft gepflanzt. Seitdem fanden wechselseitige Besuche statt.

## Persönlichkeiten
- Georg Gottlieb Güldenapfel (1776–1826), Philologe und Bibliothekar